# ادر لیما
ادر لیما (انگلیسی: Eder Lima؛ زادهٔ ۲۹ ژوئن ۱۹۸۴) بازیکن تیم ملی فوتسال روسیه است.